# Phaonia aureoloides
Phaonia aureoloides este o specie de muște din genul Phaonia, familia Muscidae, descrisă de Hsue în anul 1984. Conform Catalogue of Life specia Phaonia aureoloides nu are subspecii cunoscute.